# Josefina Cirera i Llop
Josefina Cirera i Llop –també Josefina Cira i Fina Cirera– (Barcelona, circa 1890 - 17 de gener de 1987) va ser una ballarina i professora de dansa catalana. Va crear una dansa molt personal seguint els postulats de la dansa lliure d'Isadora Duncan. En el context de l'exaltació de la cultura mediterrània i el gust per la cultura hel·lènica propis del Noucentisme, que la renovació de la dansa catalana d'aquells anys va comportar, s'interessà especialment per «l’harmonia del gest i la puresa del ritme».
Molt activa en la vida cultural barcelonina dels anys trenta, impartia classes al seu estudi del passeig de Sant Joan, de Barcelona, on també organitzava vetllades artístiques a les quals assistiren personalitats com Francesc Cambó o Francesca Bonnemaison, els artistes Josep Clarà i Josep de Togores, o els crítics d'art Ferran Mayoral i Alfons Puig.
Va participar en diferents recitals i representacions, entre les quals es coneix l'actuació al costat de Joan Magrinyà a La Violeta de Gràcia el 1930; al festival organitzat pel Club Femení d’Esports, al 1931 i a la Societat La Principal, de Vilafranca del Penedès, també amb Magrinyà i Àurea de Sarrà, el 1932. També se sap de les representacions que va alternar amb Margarida Xirgu al Teatre romà de Mèrida el 1934.
Juntament amb Àurea de Sarrà i Tórtola València, Josefina Cirera va ser pionera de la dansa lliure a Catalunya i a l'estat espanyol, una eclosió que es veié estroncada per la Guerra Civil i la subsegüent postguerra.